# Qiongzhu-Tempel

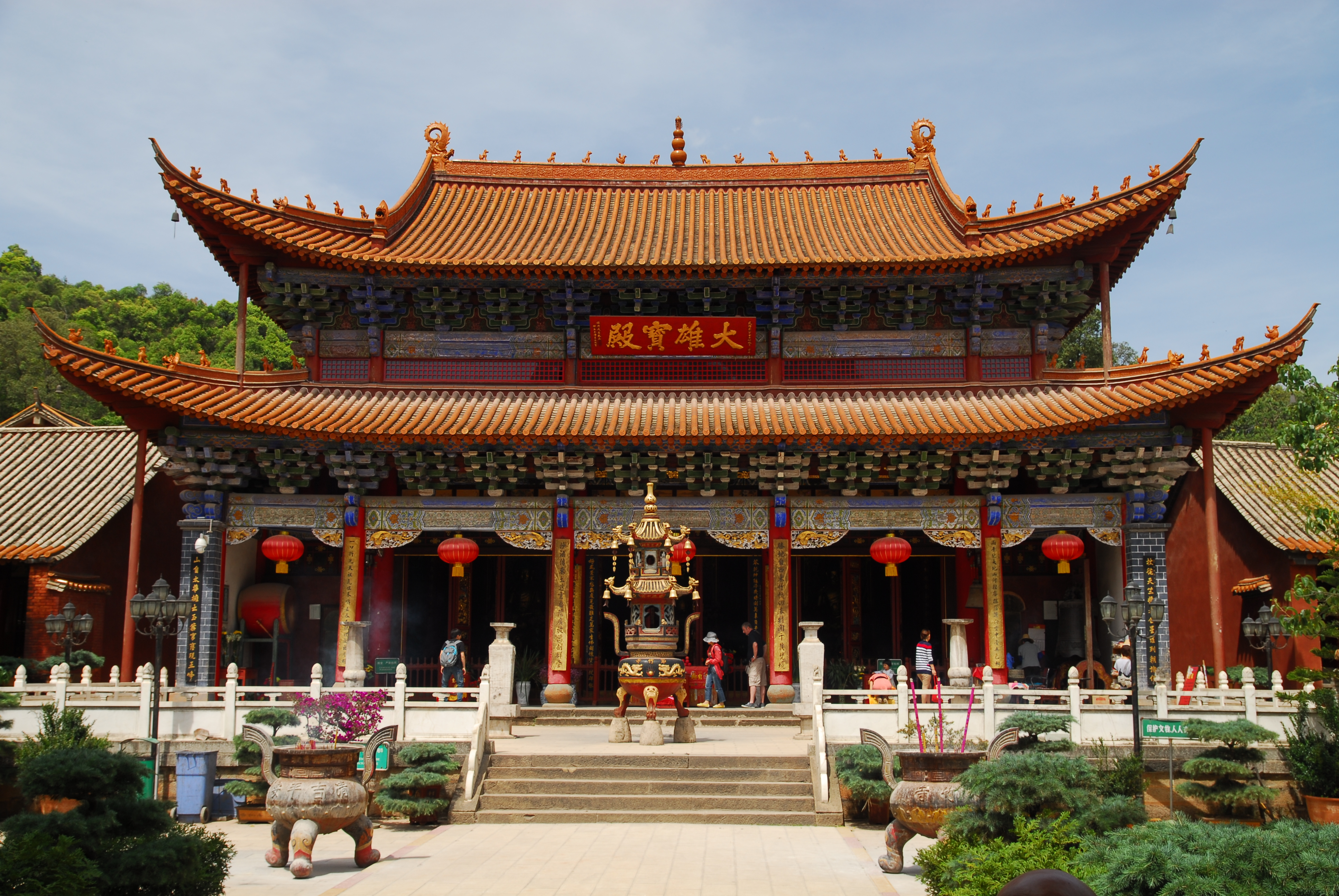
Hauptgebäude des Qiongzhu Tempels

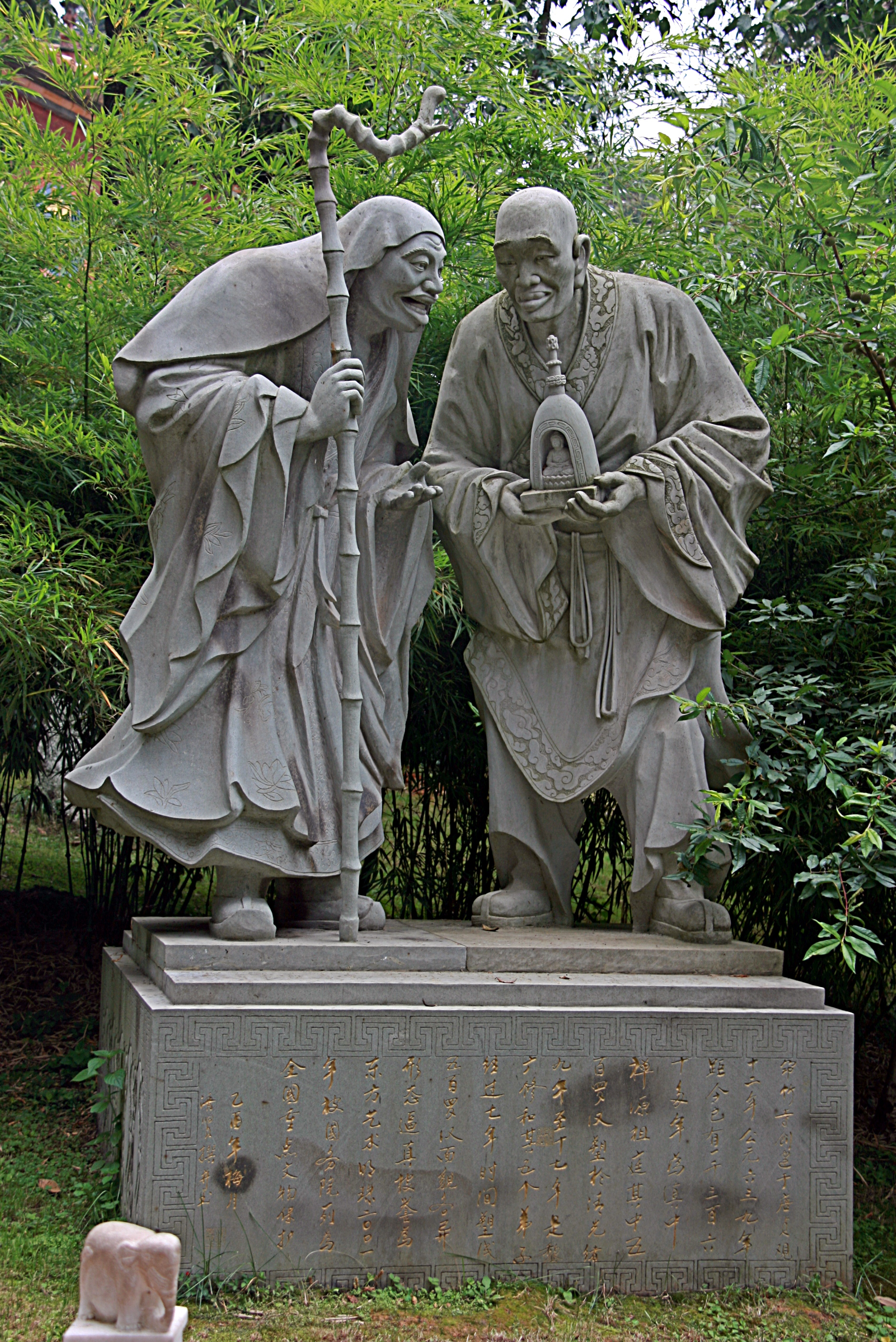
Repliken von zwei Arhat- (chin. Luohan)-Skulpturen vor dem Tempel

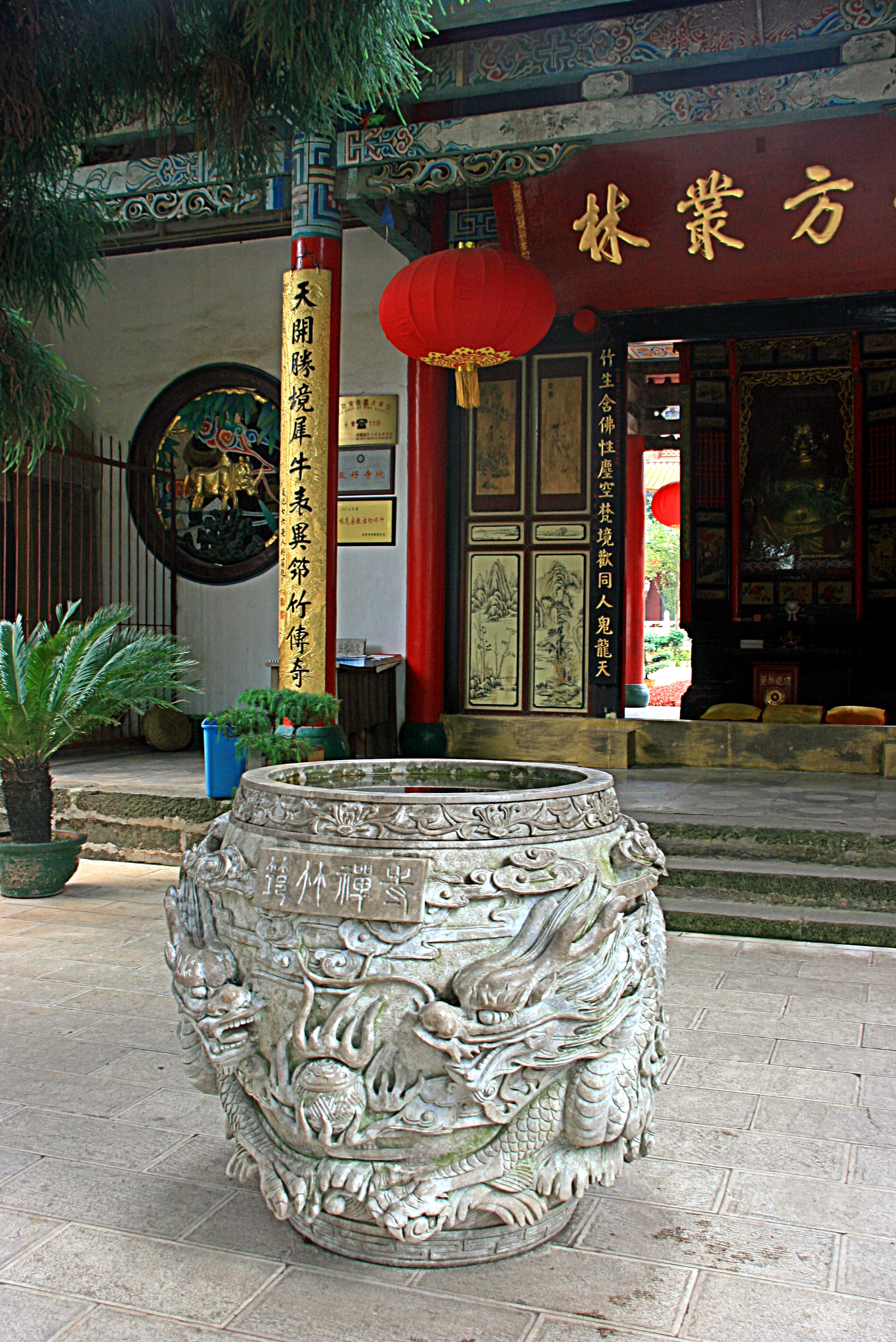
Im Hof des Qiongzhu-Tempels

Der Qiongzhu-Tempel oder Bambus-Tempel (chinesisch 筇竹寺, Pinyin Qióngzhú sì, englisch Qiongzhu Temple / Bamboo Temple) in Kunming in der chinesischen Provinz Yunnan ist ein buddhistischer Tempel. Er liegt im Nordwesten Kunmings auf dem Yu’an Shan 玉案山. Es ist in Yunnan der erste Tempel des aus dem Zhongyuan-Gebiet (den zentralen Gebieten Chinas) eingeführten Chan-Buddhismus (Chan zong), er wurde zu Anfang der Mongolen-Dynastie erbaut. Die heutige Anlage stammt aus der Zeit der Qing-Dynastie. Die Anlage besteht aus Haupthalle, Luohan-Halle, Huayan-Pavillon u. a.
Der Skulpteur Li Guangxiu 黎广修 aus Sichuan schuf dort von 1883 bis 1890 mit einigen Schülern die berühmten Skulpturen der Fünfhundert Arhats (chin. Wubai Luohan 五百罗汉): 216 im Fanyin-Pavillon, 216 im Tiantailai-Pavillon und 68 in der Haupthalle.
Der Qiongzhu-Tempel (Qiongzhu si) steht seit 2001 auf der Liste der Denkmäler der Volksrepublik China (5-406). Er ist einer der Nationalen Schwerpunkttempel des Buddhismus in han-chinesischen Gebieten.

### Nachschlagewerke
Cihai („Meer der Wörter“), Shanghai cishu chubanshe, Shanghai 2002, ISBN 7-5326-0839-5